# Altech Advanced Materials
Die Altech Advanced Materials AG (vormals: Youbisheng Green Paper AG) ist eine deutsche Beteiligungsgesellschaft mit Sitz in Heidelberg. Kerngeschäft der Gesellschaft ist die Leitung von Unternehmen und die Verwaltung von Beteiligungen an Unternehmen.

## Geschichte
Das Unternehmen wurde im Jahr 2000 als Youbisheng Green Paper gegründet und produzierte Pappe zur Kartonherstellung für den chinesischen Markt. Im Jahr 2010 produzierte Youbisheng rund 150.000 Tonnen Pappe in den Provinzen Guangdong und Fujian. Am 14. April 2011 wurde das Unternehmen als deutsche Aktiengesellschaft neu gegründet und am 13. Juli 2011 erfolgte der Börsengang im Prime Standard der Frankfurter Wertpapierbörse.
Im Januar 2017 wurde vom Amtsgericht Köln ein Insolvenzverfahren eröffnet und Christoph Niering zum Insolvenzverwalter ernannt. Nach rechtskräftigen Insolvenzplan hat das Amtsgericht Köln im Februar 2018 das Insolvenzverfahren aufgehoben. Daraufhin wurde das Unternehmen zum 23. Februar 2018 als Beteiligungsgesellschaft neu aufstellt. Als Auflage aus dem Insolvenzverfahren wurden bis Mai 2019 die gehaltenen Vermögenswerte versteigert.
Im Juli 2019 wurde veröffentlicht, dass die australische Altech Chemicals 29 % des Grundkapitals von Youbisheng übernehmen wird. Im August 2019 wurde das Unternehmen in Altech Advanced Materials AG umbenannt. Altech Advanced Materials erwarb die Option für 100 Mio. US-Dollar einen Anteil von 49 % an einem Aluminiumprojekt in Malaysia zu erhalten. Das Geld soll über eine Kapitalerhöhung aufgebracht werden. Die Aktie der Gesellschaft ist im General Standard gelistet und im CDAX enthalten.

## Kritik am Geschäftsmodell und Aktienkursentwicklung
Im November 2017 kritisierte das deutsche Wirtschaftsmagazin Capital das Geschäftsmodell von chinesischen Firmen, welche über eine Holding in Deutschland an die Börse gingen. Als „Skandalbilanz der Chinakracher“ wird bezeichnet, dass im Zehnjahreszeitraum seit 2007 von insgesamt 20 Börsengängen in Frankfurt 17 zu „quasi Totalverluste(n)“ wurden. 330 Mio. Euro Eigenkapital sammelten die chinesischen Firmen in Deutschland ein und Anleger machten dabei im Schnitt Verluste von 98 %. Das Wirtschaftsmagazin relativierte: „Beim Papierhersteller Youbisheng verschwand der Chef spurlos, ließ aber wenigstens die Firmenkasse da.“